# Danza sportiva ai Giochi mondiali 2025
Le competizioni di danza sportiva ai Giochi mondiali 2025 si sono svolte dall'8 al 17 agosto 2025 al Chengbei Gymnasium di Chengdu, in Cina.

## Podi
| Specialità                      | Oro                                              | Argento                                           | Bronzo                                 |
| Standard (dettagli)             | Moldavia Alexey Glukhov Anastasia Glazunova      | Romania Rareș Cojoc Andreea Matei                 | Polonia Dariusz Myćka Madara Freiberga |
| Latino-americano (dettagli)     | Germania Khrystyna Moshenska Marius-Andrei Balan | Francia Elena Salikhova Charles-Guillaume Schmitt | Spagna Diandra Illes Guillem Pascual   |
| Breakdance maschile (dettagli)  | Qi Xiangyu                                       | Issin Hishikawa                                   | Shigeyuki Nakarai                      |
| Breakdance femminile (dettagli) | Guo Pu                                           | Liu Qingyi                                        | Dominika Banevič                       |

## Medagliere
| Posiz. | Nazione  | Oro | Argento | Bronzo | Totale |
| ------ | -------- | --- | ------- | ------ | ------ |
| 1      | Cina     | 2   | 1       | 0      | 3      |
| 2      | Germania | 1   | 0       | 0      | 1      |
| 2      | Moldavia | 1   | 0       | 0      | 1      |
| 4      | Giappone | 0   | 1       | 1      | 2      |
| 5      | Francia  | 0   | 1       | 0      | 1      |
| 5      | Romania  | 0   | 1       | 0      | 1      |
| 7      | Lituania | 0   | 1       | 0      | 1      |
| 7      | Polonia  | 0   | 0       | 1      | 1      |
| 7      | Spagna   | 0   | 0       | 1      | 1      |
| Totale | Totale   | 4   | 4       | 4      | 12     |